# Iris Van Riet
Pour les articles homonymes, voir Van Riet.
Iris Van Riet, née le 24 avril 1952 est une femme politique belge flamande, membre de VLD, sénateur.
Elle est licenciée en sciences politiques et sociales (RUG);
directeur du Vlaams Centrum voor Volksontwikkeling. 

## Fonctions politiques
- 1999-2003: sénateur élu direct, en suppléance à Guy Verhofstadt, premier ministre.